# Nadzwyczajny podatek od wzbogacenia wojennego
Nadzwyczajny podatek od wzbogacenia wojennego – nadzwyczajny podatek uchwalony dekretem Bolesława Bieruta z 13 kwietnia 1945 r. opodatkowujący wzbogacenie wojenne, które powstało od 31 sierpnia 1939 do 31 sierpnia 1945, tj. w czasie trwania i krótko po II wojnie światowej w Europie.
Był on wymierzony głównie w podmioty, które wzbogaciły się nielegalnie podczas wojny, np. poprzez szaber, szantaż osób żydowskiego pochodzenia bądź kolaborację lub interesy gospodarcze z okupantem.
Podatek wynosił od 15% (przy wzbogaceniu od 100 000 złotych) do 75% (powyżej 2 milionów złotych).